# Faches-Thumesnil
Faches-Thumesnil – miejscowość i gmina we Francji, w regionie Hauts-de-France, w departamencie Nord.
Według danych na rok 1990 gminę zamieszkiwały 15 774 osoby, a gęstość zaludnienia wynosiła 3414 osób/km² (wśród 1549 gmin regionu Nord-Pas-de-Calais Faches-Thumesnil plasuje się na 41. miejscu pod względem liczby ludności, natomiast pod względem powierzchni na miejscu 714.).

## Miasta partnerskie
- Cattolica, Włochy
- Stolberg (Rheinland), Niemcy
- St Neots, Wielka Brytania
- Nausa, Grecja
- Tinkare, Mali